# Cristóbal de Morales
Cristóbal de Morales (Sevilla, 2 de gener, de 1500 1512 – Màlaga, Marchena o Toledo, 1553) va ser un dels principals compositors polifonistes del Renaixement, figura de primer ordre de la música espanyola.

## Biografia
Sobre la vida d'aquest compositor no ha arribat molta informació a l'actualitat. Se sap que va començar la seva vida musical treballant a la catedral de Sevilla, on potser també van treballar alguns familiars d'ell (músics que tenien el mateix cognom, però no està provada la relació parental). Tampoc no se sap molt sobre la formació específica de Morales, tot i que prenent en compte el nivell musical que demostraria a la seva arribada a Roma, se suposa que Sevilla comptaria amb una important escola pedagògica musical per aquella època. A 35 anys va viatjar a Roma, i abans d'arribar a la Ciutat Eterna publicà a París una col·lecció de misses, i ja a Roma, rebé del papa Pau IV el nomenament de capellà cantor de la Capella Pontifícia, càrrec que desenvolupà fins a l'1 de setembre de 1545, data en què fou nomenat canonge racioner i mestre de capella de la catedral de Toledo i tornà a Espanya al cap de deu anys. Va romandre set anys a Toledo, i després es va retirar a Marchena, en la qual, segons Saldoni fou mestre de capella del duc d'Arcos i passà els últims dies de la seva vida, malgrat que no manquen autors que diuen que morí a Toledo, i alguns asseveren que morí a Màlaga.

## Obra

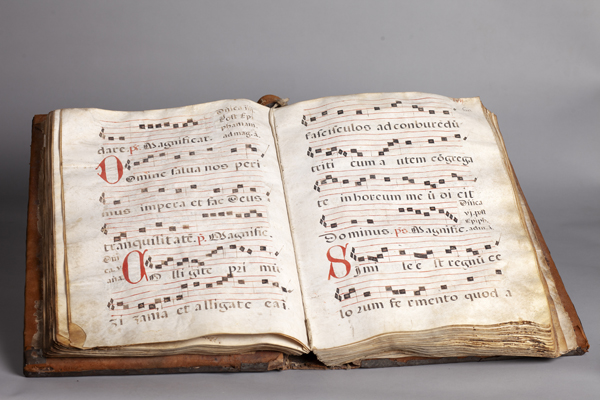
Missa polifònica de Cristóbal de Morales (Museo Parroquial, Pastrana

El motet Lamentabatur Jacob, que es canta en la quarta domínica de Quaresma, és considerat pels entesos com una obra mestra. El mestre Eslava, que inserí en la Lira Sacro-Hispana alguns motets de Morales, afirmava que aquests eren superiors a tots els dels seus contemporanis, tant espanyols com estrangers, i recordant, que l'abat Laine el 1828 atribuïa a Palestrina major mèrit que a Morales, declara que aquest últim existí en la Capella Pontifícia vint anys abans que Palestrina, i que estava conceptuat com el millor compositor de la segona meitat del segle xvi. Saldoni, en el seu Diccionario de efemerides de músicos españoles, dedica encara més grans elogis a la labor de Morales, ja que, segons ell,
| « | Queda demostrat que el mestre de Sevilla Cristobal de Morales fou el més gran compositor de la segona meitat del segle xvi, i el primer que efectuà la transformació de l'art respecte a l'expressió musical. | » |

A l'Arxiu Musical de Toledo s'hi conserven 38 obres del mestre sevillà: 9 misses, 16 magnificats, 13 motets i 1 incarnatus, solt; també existeixen diverses composicions, entre elles el gran motet per al Dimecres de Cendra, a cinc veus, en el monestir de El Escorial, així com en els arxius de diverses catedrals espanyoles, però la major part es guarda manuscrita en els de la Capella Pontifícia.
Impreses es coneixen:
- Liber I Missarum quatuor vocum (París, 1540?);
- Magnificat octo tonorum cum quatuor vocibus, liber primus (Roma, 1541);
- Motetti á 5 voci, lib. I (Venècia, 1543);
- Moralis Hispani et multorum eximiae artis virorum Musica cum vocibus quatuor, vulgo motecta cognominata, cujus mgna pars paribus vocibus cantanda est (Venècia, 1543);
- Motettae quatuor vocum, lib. I y II (Venècia, 1543-46);
- Lib. II, Missarum cum quatuor et quinqué vocibus (Roma, 1544);
- Quinque Missarum harmonia Diapente, id est quinqué voces referens (Venècia, 1547), encara que, són dues les misses d'aquesta col·lecció degudes a Morales, á saber: L'home armé i De Beata Virgine; Lamentationes Hieremiae IV, V et VI vocum (Venècia, 1547);
- Missa quatuor, cum quatuor vocibus (Venècia, 1580, etc.

A més en les més celebrades col·leccions musicals d'Europa es van inserir obres de Morales, com en les de Roschlim. Eler, Schad, Domfrid i Petruccí, en la titulada Ricolta defiori, etc. Igualment, es troben composicions d'aquest músic espanyol en els Concertos de Lablinger (Augsburg, 1565), en el Exemplare del pare Martini, i en L'arte practica di contrapunto de Paulocci. Kircher també publicà un Glòria de Morales en la seva Musurgia.
Per acabar, el mestre català Felip Pedrell només inserí obres de Morales en el seu primer volum d'Hispaniae Schola musica sacra, com les titulades Officium defunctorum 4 v. alternim cum choro, Magnificat 4-6 v. al c. ch. Responsoria, etc.
En morir, és famosa l'oposició per ocupar el seu càrrec de mestre de capella de Toledo, que tingué lloc el 5 de desembre de 1553, pels mestres compositors Bartolomé Quevedo i Rodrigo Ordoñez, que guanyà el primer, per 24 vots a favor i 14 en contra.
La seva fama es va mantenir ferma fins al segle xviii, quan Andrea Adami da Bolsena, biògraf de molts músics papals, el va elogiar com a compositor més important de la capella papal, entre Josquin Des Prés i Giovanni Pierluigi da Palestrina.